# Wolfgang Speck
Wolfgang Speck (* 12. April 1947 in Karlsruhe) ist ein ehemaliger deutscher Polizist und Gewerkschafter. Er war von 2003 bis 2007 Bundesvorsitzender der Deutschen Polizeigewerkschaft (DPolG).

## Leben
Wolfgang Speck war Angehöriger der Bereitschaftspolizei Bruchsal. Er gehört sowohl dem örtlichen Personalrat, dem Bezirks- und dem Hauptpersonalrat an. Seit 1975 ist er Mitglied in der DPolG. Er übte Funktionen auf Kreis-, Bezirks- wie auch Landes- und Bundesebene aus. Von 1981 bis 1985 war er Beisitzer im Landesvorstand. Ab 1985 war er Stellvertretender Landesvorsitzender. Im Jahre 1991 wurde er erstmals auf Bundesebene zum Stellvertreter gewählt. 2003 dann zum Bundesvorsitzenden. In dieser Zeit vertrat er auch die Interessen der DPolG im Bundesvor- und Bundeshauptvorstand des DBB Beamtenbundes und Tarifunion und war in der Bundes-Fachkommission „Personalvertretungsrecht“ der Polizeivertreter. Mit seiner Versetzung in den Ruhestand nach 42 Dienstjahren als Polizeirat in Baden-Württemberg beendete Wolfgang Speck 2007 seine aktive Berufslaufbahn. Er ist seit 17. September 2007 Ehrenvorsitzender der DPolG. 
Wolfgang Speck wurde Mitglied des Seniorenverbands öffentlicher Dienst Baden-Württemberg, wo er seit 2010 im Kreisverband Bruchsal/Bretten den Vorsitz innehat und seit 2011 zudem als Beisitzer im Landesvorstand fungiert. Seit 2013 ist er Vorsitzender der Bundesseniorenvertretung des Deutschen Beamtenbundes.
Wolfgang Speck ist verheiratet und hat zwei Kinder.

## Ehrungen
Im Februar 2008 erhielt Wolfgang Speck das Bundesverdienstkreuz am Bande.